# Max Immelmann
Pour les articles homonymes, voir Immelmann.

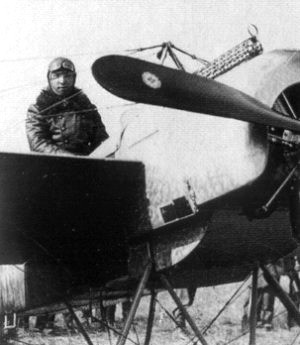
Max Immelmann dans son Fokker E-I

Max Immelmann (21 septembre 1890 à Dresde - 18 juin 1916, au-dessus de Sallaumines) est un as de l’aviation allemand de la Première Guerre mondiale.
En 1913-1914, il étudie l’ingénierie mécanique à Dresde. Au déclenchement de la guerre, il devient pilote de reconnaissance. En 1915, il est affecté dans la chasse et est surnommé l’« aigle de Lille » (Der Adler von Lille).
Une manœuvre acrobatique consistant en une demi-boucle suivie par un demi-tonneau au sommet, utilisée pour inverser rapidement la direction du vol porte son nom : l’Immelmann.
Il est le premier pilote à recevoir la médaille Pour le Mérite qui fut surnommée la Blue Max ou Blauer Max parmi les pilotes. Il est également décoré de la Croix de fer 1re classe.
Immelmann est tué en combat au-dessus de Sallaumines dans le nord de la France. Certains prétendent qu'il fut victime de la flak de son camp, d’autres d'un dysfonctionnement de son système de synchronisation de tir à travers l’hélice, et selon les Alliés il fut abattu par un F.E.2b piloté par G. R. McCubbin et l’observateur J. H. Waller du Royal Flying Corps Squadron 25. 
Le pilote allemand, crédité de 17 victoires, avait atteint le grade d'Oberleutnant (lieutenant).